# Nowe Dziennikarstwo

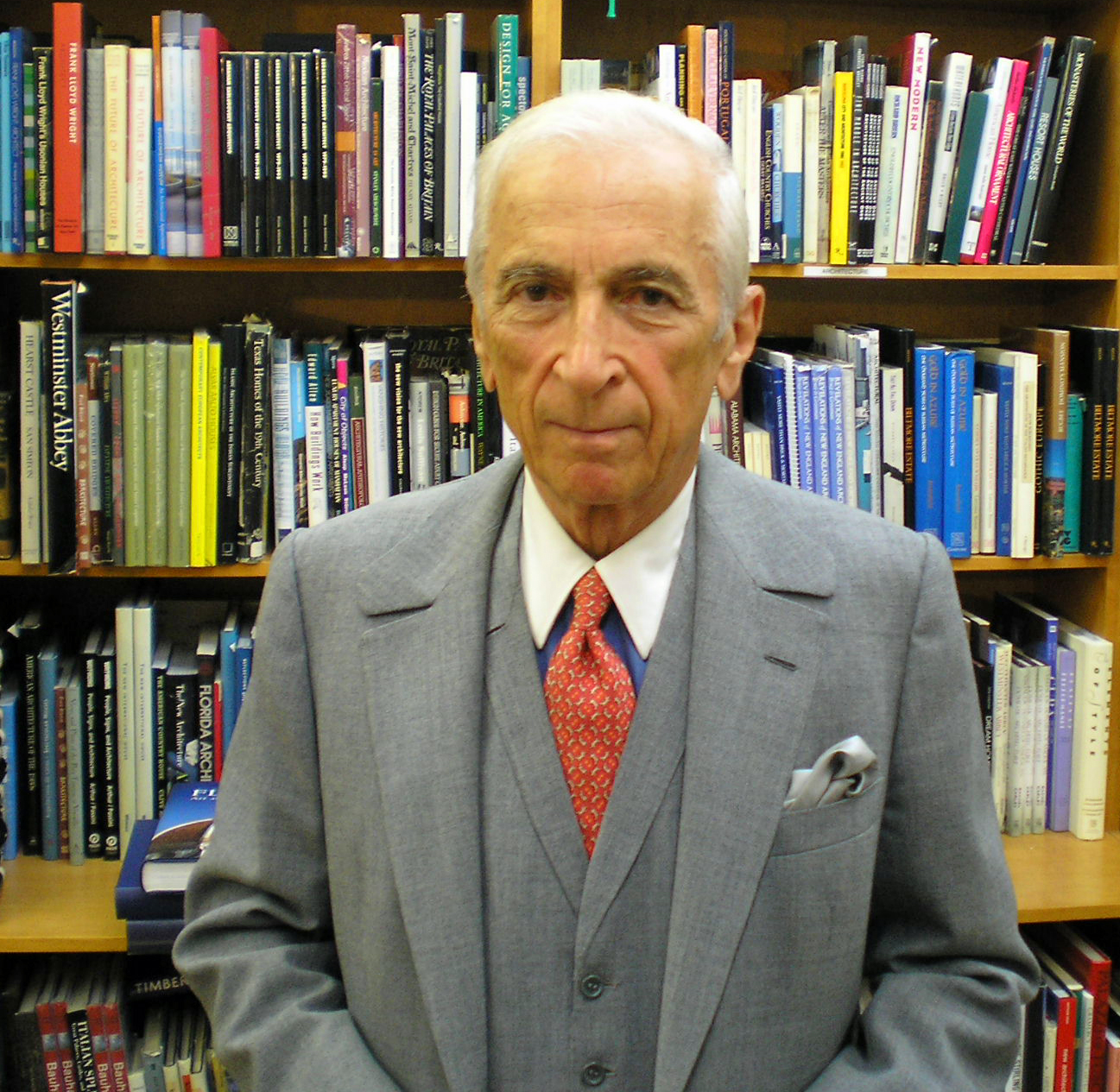
Gay Talese

Nowe Dziennikarstwo (ang. New Journalism) – amerykański ruch literacki z lat 60. i 70. XX wieku, który przesunął granice tradycyjnego dziennikarstwa i literatury faktu. Gatunek ten łączył dziennikarskie badania z technikami pisania fikcji w relacjonowaniu wydarzeń z życia wziętych.
Głównymi przedstawicielami nurtu są Tom Wolfe, Joan Didion, Truman Capote, Hunter S. Thompson, Norman Mailer, Gay Talese. Głównymi zaś cechami – użycie scen zamiast narracji historycznej, umieszczanie w całości dialogów w mowie potocznej, narracja z punktu widzenia postaci (w 3. osobie), podawanie mnóstwa szczegółów z codzienności.